# Konsulat Czechosłowacji w Gdyni
Konsulat Czechosłowacji w Gdyni, Konsulat Republiki Czechosłowackiej w Gdyni (Konzulát Československa v Gdyni) – misja konsularna Republiki Czechosłowacji w Gdyni, w Rzeczypospolitej Polskiej.

## Historia

### Do 1939
W latach 1921–1936 Gdynia i obszar Wolnego Miasta Gdańska wchodziły w zakres kompetencji terytorialnej konsulatu Czechosłowacji w Poznaniu (1921-1936). 
Idea utworzenia przedstawicielstwa konsularnego w Gdyni lub Gdańsku pojawiła się w 1930 roku. Początkowo miał to być jedynie konsulat honorowy. 30 sierpnia 1938 roku urzeczywistniono ją powołując „zawodowy” konsulat w Gdyni, można więc przyjąć, iż dokonano tego przenosząc dotychczasowy konsulat z Poznania. W zakres jego kompetencji weszło też Wolne Miasto Gdańsk. Zachowały się materiały archiwalne na temat działalności urzędu mówiące o podejmowanych działaniach głównie pro gospodarczych na rzecz eksportu towarów czechosłowackich. Konsul prowadził też dialog z władzami WMG. Po utworzeniu podporządkowanego III Rzeszy Protektoratu Czech i Moraw, 20 marca 1939 roku konsulat przekazano władzom niemieckim.

### Po 1945
W latach 1948–1951 usiłowano ponownie uruchomić konsulat w Trójmieście, lecz od tej koncepcji odstąpiono. 

## Siedziba
Siedziba konsulatu mieściła się w Gdyni w domu mieszkalnym z 1937 przy ul. Świętojańskiej 120 na II p. (1938-1939). W tym samym budynku w osobnym mieszkaniu na IV p. mieściła się rezydencja konsula.

## Kierownicy konsulatu
- 1938-1939 - Josef Pavlovský, konsul (1889-1965)